# Charles Hirsch (éditeur)
Pour les articles homonymes, voir Charles Hirsch.
Ne doit pas être confondu avec Charles-Henry Hirsch.
Charles Hirsch (Paris, 27 juillet 1859 - Paris, 22 novembre 1943) est un éditeur français du début du XXe siècle, spécialisé dans la littérature érotique.

## Biographie
Éditeur longtemps clandestin, ses publications étant à l'époque assimilées à de la pornographie, il quitte Paris vers 1889 pour s'installer à Londres et y ouvrir une  « librairie parisienne » nommée Charles Hirsch, Foreign Library, sur Coventry Street en 1892. Sous cette couverture, la boutique proposant des ouvrages importés, il y vend, discrètement, des livres « du second rayon » — à caractère érotique — provenant des Pays-Bas, où de nombreux éditeurs de clandestins s'étaient réfugiés, la législation y étant plus coulante.  
Grâce à un échange de correspondance manuscrite, il semble certain qu'il y rencontre alors Oscar Wilde, parmi d'autres prestigieux clients de sa librairie. 
En 1893, est publié à peu d'exemplaires à Londres Teleny, or The Reverse of the Medal, ouvrage anonyme vendu par correspondance par le biais de la Erotika Biblion Society (en) dirigée par Leonard Smithers et Harry Sidney Nichols (en). Il est possible que Hirsch soit alors associé à cette entreprise. Il n'est en revanche absolument pas prouvé que Wilde soit l'auteur de ce texte. Pourtant, Hirsch laissera entendre, en 1909, que, selon lui, le manuscrit, visiblement écrit à plusieurs, aurait transité par sa boutique, en un jeu de chassé-croisé où Wilde était présent. Bien plus tard encore, en 1934, Hirsch publiera pour le compte du Ganymede Club (Paris) la version en français, réaffirmant avoir travaillé sur le manuscrit original, mais il transposera l'action du roman à Londres, au lieu de Paris.
On doit à Hirsch la seconde édition de Femmes de Paul Verlaine, avec la mention « imprimé sous le manteau et ne se vend nulle part », imprimée à 500 exemplaires sans doute à Londres : pour preuve, Verlaine rencontra Hirsch dans la capitale britannique en 1893 par le biais d'Arthur Symons et fut payé 12 livres sterling pour l'impression.
En 1899, Hirsch est condamné par la justice britannique pour distribution de matériel indécent et obscène, en vertu du Post Office Act (1884), à neuf mois de prison qu'il effectue à Wormwood Scrubs.
Une fois sortie, la capitale française redevient pour lui un havre de paix, celui des « pornographes » : Hirsch y ouvre boutique au 214 rue de Rivoli et y reste jusqu'en 1909. Il s'installe ensuite au 2 rue des Pyramides jusque dans les années 1920, puis sous les galeries du Palais-Royal.
Son catalogue présente un travail d'une bonne qualité : des traductions alternant entre le français et l'anglais, un choix typographique et illustratif des plus assuré, sa marque est reconnaissable entre autres grâce à un ornement présentant deux cigognes embrassées. C'est Hirsch qui passa commande auprès de Paul Avril de dessins pour les chromolithographies gravées par Théophile Fillon qui ornent l'édition de 1906 du Manuel d’Érotologie classique de Forberg, ou encore cette même année, le Fanny Hill de John Cleland  et les Sonnets luxurieux de L'Arétin, tous illustrés par Avril.